# Confidenze musicali
Confidenze musicali è un album del cantante italiano Teddy Reno, pubblicato nel 1957 dalla CGD.

## Tracce
Lato A
1. Ce soir (testo: Gian Carlo Testoni – musica: Mac Gillar)
2. 'Na sera pè fatalità (testo: Riccardo Pazzaglia – musica: Fabio Borgazzi, Romano Mussolini)
3. Innamorata (testo: Elena Vitale – musica: Harry Warren)
4. La più bella del mondo (Maman, la plus belle du monde) (Marino Marini)

Lato B
1. Piccolissima serenata (Du moment qu'on s'aime) (testo: Antonio Amurri – musica: Gianni Ferrio)
2. Sott'er celo de Roma (testo: Umberto Bertini – musica: Sandro Taccani)
3. Cu fu (testo: Alberico Gentile – musica: Umberto Fusco)
4. L'ultimo raggio 'e luna (testo: Renato Fiore – musica: Antonio Vian)